# Mausohren
Die Mausohren (Myotis) – auch Mausohrfledermäuse – sind eine Fledermausgattung, die zur Familie der Glattnasen (Vespertilionidae) gehört. Zu den Mausohren werden im Handbook of the Mammals of the World 128 Arten gezählt. Die Gattung ist Gegenstand intensiver Forschungen, wobei immer wieder neue Arten beschrieben werden, was sich beispielsweise an der erst im Jahr 2001 beschriebenen Nymphenfledermaus (Myotis alcathoe) zeigt. Der Name Myotis setzt sich aus dem Griechischen mys (=Maus) und otos (=Ohr) zusammen, was auch dem deutschen Gattungsnamen entspricht.

## Merkmale
Ihren Namen verdanken die Mausohren der Ähnlichkeit ihrer Ohren mit denen von Mäusen. Im Gegensatz zu diesen besitzen die Mausohrfledermäuse einen funktionalen Tragus, der beweglich ist und mit dem der Gehörgang verschlossen werden kann. Die Form und Größe der Ohren und Tragen sind wichtige Unterscheidungsmerkmale bei der Artbestimmung ruhender Tiere. Auch anhand unterschiedlicher Unterarmlängen, Habitus und Charakteristika der Flughäute können die jeweiligen Arten unterschieden werden. Die Fellfärbung variiert auf dem Rücken der Tiere zwischen unterschiedlichen Grau- und Brauntönen. Die Unterseite ist meist deutlich heller bis hin zu nahezu weiß. Die Abgrenzung zwischen dunkler gefärbtem Fell auf der Oberseite und hellerem auf der Unterseite ist meist scharf. Mausohren erreichen eine Kopfrumpflänge von 35 bis 100 Millimetern, ihr Schwanz wird 28 bis 65 Millimeter lang. Ihr Gewicht variiert von 3 Gramm bei den kleinsten Arten bis zu 45 Gramm beim Großen Mausohr.
Die Zahnformel der Mausohren lautet 2133/3133. Damit verfügen die Mausohren über die Maximalanzahl von 38 Zähnen. Die Anzahl der Zähne ist bei der Unterscheidung der einzelnen Myotisarten nicht hilfreich.

## Verbreitung

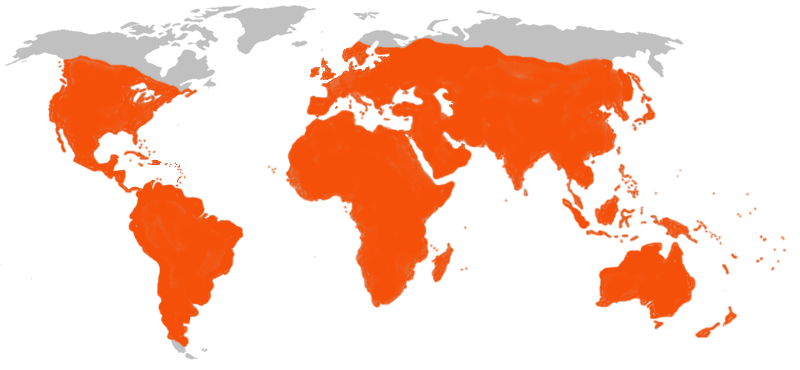
Verbreitungsgebiet der Mausohren

Als Kosmopoliten sind die Mausohren die artenreichste und am weitesten verbreitete Fledermausgattung weltweit. Ihr Verbreitungsgebiet erstreckt sich über alle Kontinente bis auf die Antarktis. Ferner kommen keine Mausohren in der Arktis sowie auf einigen ozeanischen Inseln vor. In Europa leben dreizehn Arten:
- Bechsteinfledermaus (Myotis bechsteinii)
- Fransenfledermaus (Myotis nattereri)
- Große Bartfledermaus (Myotis brandtii)
- Großes Mausohr (Myotis myotis)
- Iberische Fransenfledermaus (Myotis escalerai)
- Kleine Bartfledermaus (Myotis mystacinus)
- Kleines Mausohr (Myotis blythii)
- Langfußfledermaus (Myotis capaccinii)
- Kryptisches Mausohr (Myotis crypticus)[1]
- Nymphenfledermaus (Myotis alcathoe)
- Teichfledermaus (Myotis dasycneme)
- Wasserfledermaus (Myotis daubentonii)
- Wimperfledermaus (Myotis emarginatus)

## Lebensweise

### Überblick

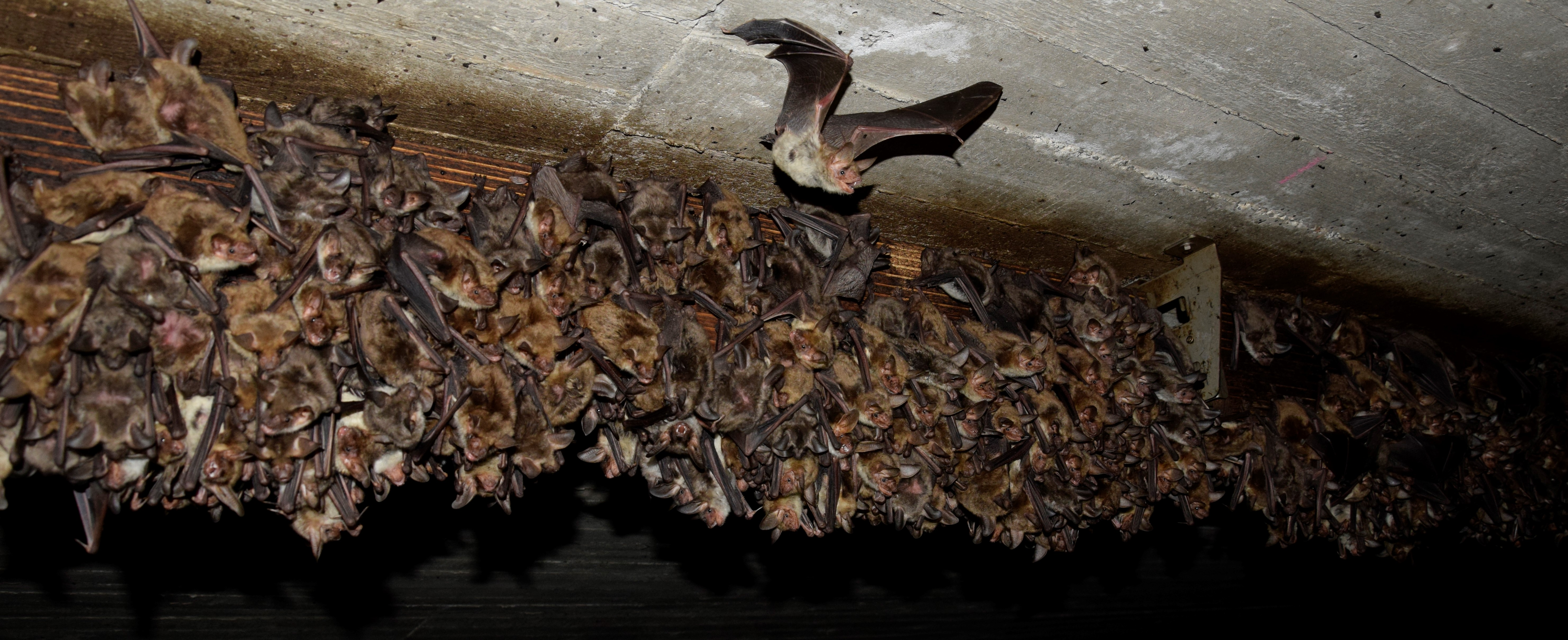
Kolonie des Großen Mausohrs

Mausohren kommen in einer Vielzahl von Lebensräumen vor, von Wüsten bis zu Regenwäldern und Bergländern. Alle Arten sind nachtaktiv, tagsüber schlafen sie in Höhlen, Minen, Gebäuden, Baumhöhlen oder anderen Unterschlupfen. Die meisten Arten leben in Gruppen, deren Größe von einigen wenigen bis zu hunderttausenden Tieren variieren kann. In kühleren Regionen halten sie während der kalten Jahreszeit einen Winterschlaf, wozu sie sich oft in eigene Winterquartiere zurückziehen, oder migrieren in wärmere Gebiete.

### Ernährung
In Europa ernähren sich alle Arten der Mausohren fast ausschließlich von kleineren Arthropoden. Hierbei stellen Insekten die Hauptnahrung dar, aber auch Spinnen und Tausendfüßer werden erbeutet. Die Beutetiere werden meist im Flug gegriffen. Einige Arten landen aber auch auf dem Boden oder anderen Oberflächen wie Blättern oder Wänden, um ihrer Beute dort teilweise krabbelnd nachzustellen. Einige Arten, am bekanntesten ist Myotis vivesi aus Mexiko, ernähren sich vorrangig von Fischen. Diese Arten sind durch lange Hinterbeine mit großen Krallen an diese Ernährungsweise angepasst.

## Fortpflanzung
In gemäßigten Regionen erfolgt die Paarung meist im Herbst oder im Frühwinter, dann wird das Sperma des Männchens im Fortpflanzungstrakt des Weibchens aufbewahrt und es kommt erst im Frühjahr zur Befruchtung und zum Beginn der Schwangerschaft. In tropischen Regionen hingegen kann die Paarung das ganze Jahr über erfolgen. Nach einer Tragzeit von 50 bis 70 Tagen kommt meist ein einzelnes Jungtier zur Welt. In den meisten Arten ziehen sich die Weibchen zur Geburt und Aufzucht der Jungen mit anderen Weibchen in Wochenstuben zurück.
Die Lebenserwartung der Mausohren in freier Wildbahn dürfte bei sechs bis sieben Jahren liegen. Manche Tiere werden aber deutlich älter, ein Exemplar von Myotis lucifugus erreichte ein Alter von 29 Jahren.

## Systematik

### Unterscheidungen
Es werden mehr als 100 Arten der Mausohren unterschieden. Einige Arten sind sich so ähnlich, dass sie anhand äußerlicher Merkmale kaum zu unterscheiden sind. Dies erklärt auch die späte Beschreibung einzelner Arten, deren Individuen zuvor anderen Arten zugeordnet worden sind, so die Unsicherheiten zu den verwandtschaftlichen Beziehungen innerhalb der Gattung.

### UntergattungMyotis
- Die Sichuan-Bartfledermaus (Myotis altarium) lebt im südlichen China und dem nördlichen Thailand.
- Das Mexikanische Langohr-Mausohr (Myotis auriculus) lebt im Südwesten der USA und in Mittelamerika.
- Die Bechsteinfledermaus (Myotis bechsteinii) lebt in Europa und Westasien.
- Das Kleine Mausohr (Myotis blythii) ist in Südeuropa, dem Mittelmeerraum und dem südlichen Asien beheimatet.
- Das Chinesische Große Mausohr (Myotis chinensis) ist in Ost- und Südchina beheimatet.
- Die Wimperfledermaus (Myotis emarginatus) ist in Europa, Westasien und Nordafrika verbreitet.
- Das Nördliche Langohr-Mausohr (Myotis evotis) lebt im westlichen Nordamerika.
- Das Madagaskar-Mausohr (Myotis goudoti) ist auf Madagaskar und den Komoren endemisch.
- Das Keen-Mausohr (Myotis keenii) kommt in Nordamerika vor.
- Das Morris-Mausohr (Myotis morrisi) ist aus dem mittleren Afrika (Äthiopien und Nigeria) bekannt.
- Das Große Mausohr (Myotis myotis) ist der größte Vertreter dieser Gattung. Es lebt in Europa und dem Mittelmeerraum.
- Die Rickett-Wasserfledermaus (Myotis pilosus) ist im Osten Chinas beheimatet.
- Das Peking-Mausohr (Myotis pequinius) ist im Osten Chinas beheimatet.
- Das Magreb-Mausohr (Myotis punicus) lebt im Norden von Marokko, Algerien und Tunesien.
- Das Nordamerikanische Mausohr (Myotis septentrionalis) lebt im nördlichen Nordamerika.
- Die Mandelli-Wasserfledermaus (Myotis sicarius) ist in Nepal und Sikkim beheimatet.
- Die Nordamerikanische Fransenfledermaus (Myotis thysanodes) lebt im westlichen Nordamerika und in Mexiko.
- Das Dreifarb-Mausohr (Myotis tricolor) ist im mittleren und südlichen Afrika verbreitet.
- Myotis hayesi ist auf die Region von Phnom Penh in Kambodscha beschränkt.

### UntergattungChrysopteron
- Myotis bartelsi von Java und Bali.[3]
- Die Hodgson-Fledermaus (Myotis formosus) lebt in Süd- und Südostasien.
- Hermans Fledermaus (Myotis hermani) ist auf Sumatra endemisch.
- Myotis nimbaensis kommt in den westafrikanischen Nimba-Bergen vor.[4]
- Myotis rufoniger kommt in Korea, Japan, China, Taiwan, Laos und Vietnam vor.[3]
- Die Orangefinger-Fledermaus (Myotis rufopictus) ist auf den Philippinen endemisch.
- Myotis weberi ist auf Sulawesi endemisch.[3]
- Die Welwitsch-Fledermaus (Myotis welwitschii) lebt im mittleren und südlichen Afrika.

### UntergattungSelysius
- Myotis abei ist auf der russischen Insel Sachalin endemisch.
- Die Nymphenfledermaus (Myotis alcathoe) wurde erst 2001 als eigene Art beschrieben. Sie ist bislang nur aus Europa bekannt.
- Die Mittlere Bartfledermaus (Myotis annectans) ist in Südostasien beheimatet.
- Das Atacama-Mausohr (Myotis atacamensis) ist in der Atacama-Region im westlichen Südamerika beheimatet.
- Myotis attenboroughi kommt in Trinidad und Tobago vor.[5]
- Die Schwarze Bartfledermaus (Myotis ater) ist in Indonesien und Neuguinea verbreitet.
- Die Steppen-Bartfledermaus (Myotis aurascens) kommt auf dem Balkan und bis zum Kaspischen Meer vor.
- Die Australische Bartfledermaus (Myotis australis) lebt im südöstlichen Australien (New South Wales).
- Myotis bakeri wurde erst 2019 beschrieben und kommt in Peru vor.[6]
- Die Große Bartfledermaus (Myotis brandtii) lebt in Eurasien.
- Das Buchara-Mausohr (Myotis bucharensis) kommt in Tadschikistan und Usbekistan vor.[7]
- Das Kalifornische Mausohr (Myotis californicus) ist in Nord- und Mittelamerika beheimatet.
- Myotis carteri ist im westlichen Mexiko beheimatet.
- Das Westliche Kleinfuß-Mausohr (Myotis ciliolabrum) ist im westlichen Nordamerika und in Mexiko verbreitet.
- Das Dominika-Mausohr (Myotis dominicensis) ist auf der Insel Dominica endemisch.
- Die David-Langfußfledermaus (Myotis davidii), ehemals eine Unterart der Kleinen Bartfledermaus (Myotis mystacinus), ist in China endemisch.
- Das Gezierte Mausohr (Myotis elegans) lebt in Mittelamerika.
- Das Findley-Mausohr (Myotis findleyi) ist auf den Tres-Marias-Inseln vor der Westküste Mexikos endemisch. Die Art gilt als bedroht.
- Das Langschwänzige Mausohr (Myotis frater) kommt in Zentral- und Ostasien vor.
- Die Gomantong-Bartfledermaus (Myotis gomantongensis) lebt in Malaysia. Die Art wurde erst 1998 entdeckt.
- Myotis hosonoi ist auf der japanischen Insel Honshū endemisch.
- Die Kurzohrfledermaus (Myotis ikonnikovi) lebt in Ostsibirien, Korea und auf Hokkaidō.
- Die Samoa-Wasserfledermaus (Myotis insularum) ist auf Samoa endemisch.
- Das Haarfüßige Mausohr (Myotis keaysi) lebt in Mittel- und Südamerika.
- Das Östliche Kleinfuß-Mausohr (Myotis leibii) ist im östlichen Nordamerika verbreitet.
- Das Martinique-Mausohr (Myotis martiniquensis) ist auf Martinique und Barbados endemisch.
- Die Südasiatische Bartfledermaus (Myotis muricola) lebt in Süd- und Südostasien.
- Die Kleine Bartfledermaus (Myotis mystacinus) ist in Eurasien beheimatet.
- Das Curaçao-Mausohr (Myotis nesopolus) ist in Curaçao und Venezuela beheimatet.
- Das Schwarze Mausohr (Myotis nigricans) kommt in Mittel- und Südamerika vor.
- Die Nepalesische Bartfledermaus (Myotis nipalensis) kommt in Nepal vor.
- Die Singapur-Bartfledermaus (Myotis oreias) ist bislang nur aus Singapur bekannt.
- Myotis ozensis ist auf der japanischen Insel Honshū endemisch. Die Art gilt als bedroht.
- Das Flachköpfige Mausohr (Myotis planiceps) lebt im östlichen Mexiko. Die Art wurde bereits für ausgestorben gehalten, ehe man sie wiederentdeckte. Trotzdem gilt sie als stark bedroht (critically endangered).
- Die Ridley-Langfußfledermaus (Myotis ridleyi) ist in Malaysia, Sumatra und Borneo beheimatet.
- Die Dickdäumige Langfußfledermaus (Myotis rosseti) kommt nur in Thailand und Kambodscha vor.
- Das Scott-Mausohr (Myotis scotti) kommt nur im Hochland von Äthiopien vor.
- Das Taiwan-Mausohr (Myotis secundus) kommt endemisch auf Taiwan vor.[8]
- Das Rote Taiwan-Mausohr (Myotis soror) kommt ebenfalls endemisch auf Taiwan vor.[8]
- Die Himalaya-Langfußfledermaus (Myotis siligorensis) ist in Süd- und Südostasien verbreitet.
- Das Indiana-Mausohr (Myotis sodalis) ist in den mittleren und östlichen USA beheimatet. Die Art gilt als bedroht.
- Myotis yesoensis ist auf der japanischen Insel Hokkaidō endemisch.
- Das Yanbaru-Mausohr (Myotis yanbarensis) wurde erst 1996 entdeckt. Die Art lebt auf den japanischen Ryūkyū-Inseln.

### UntergattungIsotus
- Die Östliche Fransenfledermaus (Myotis bombinus) ist in Ostasien beheimatet.
- Das Kryptische Mausohr (Myotis crypticus) kommt in Spanien, Frankreich, Italien (einschließlich Sizilien), der Schweiz und möglicherweise in Österreich vor.[1]
- Die Iberische Fransenfledermaus (Myotis escalerai) kommt in Frankreich, Spanien, Portugal und auf den Balearen vor.
- Die Fransenfledermaus (Myotis nattereri) lebt in Europa und dem westlichen Asien.
- Die Schaub-Fransenfledermaus (Myotis schaubi) lebt in Armenien und im Iran. Die Art gilt als bedroht.
- Die Kaukasische Fransenfledermaus (Myotis tschuliensis) lebt im Kaukasus, im Kaukasusvorland und im Süden der Krim.
- Das Zenati-Mausohr (Myotis zenatius) ist in Marokko, Algerien und möglicherweise Tunesien beheimatet.[1]

### UntergattungLeuconoe
- Die Südasiatische Wasserfledermaus (Myotis adversus) lebt in Südostasien, Neuguinea, Australien und dem westlichen Ozeanien.
- Das Argentinische Mausohr (Myotis aelleni) ist im südwestlichen Argentinien beheimatet.
- Das Silberspitzen-Mausohr (Myotis albescens) kommt in Mittel- und Südamerika vor.
- Die Annam-Langfußfledermaus (Myotis annamiticus) wurde erst 2001 entdeckt. Die Art lebt in Vietnam.
- Das Südöstliche Mausohr (Myotis austroriparius) ist in den südöstlichen USA beheimatet.
- Das Kupferfarbene Mausohr (Myotis bocagii) kommt in weiten Teilen Afrikas und im Jemen vor.
- Die Langfußfledermaus (Myotis capaccinii) lebt in Südeuropa, dem Mittelmeerraum und in Westasien.
- Das Chilenische Mausohr (Myotis chiloensis) lebt in Chile und dem südlichen Argentinien.
- Das Guatemala-Mausohr (Myotis cobanensis) bewohnt ein kleines Gebiet in Guatemala. Die Art gilt als stark bedroht (critically endangered).
- Die Csorba-Langfußfledermaus (Myotis csorbai) wurde erst 1997 entdeckt. Die Art kommt nur in Nepal vor.
- Die Teichfledermaus (Myotis dasycneme) lebt in Eurasien.
- Die Wasserfledermaus (Myotis daubentonii) kommt ebenfalls in Eurasien vor.
- Dieters Mausohr (Myotis dieteri) ist nur aus der Nähe der Kongomündung bekannt.
- Die Haarige Wasserfledermaus (Myotis fimbriatus) ist in Südostchina beheimatet.
- Das Zimtbraune Mausohr (Myotis fortidens) ist in Mittelamerika beheimatet.
- Das Graue Mausohr (Myotis grisescens) kommt in den östlichen USA vor. Aufgrund der Zerstörung ihres Lebensraums gilt die Art als bedroht.
- Die Van Hasselts Fledermaus (Myotis hasseltii) lebt in Süd- und Südostasien.
- Die Horsfield-Langfußfledermaus (Myotis horsfieldii) ist in Süd- und Südostasien verbreitet.
- Die Chinesische Wasserfledermaus (Myotis laniger) lebt im Südosten Chinas sowie Teilen von Indien und Vietnam.
- Myotis lavali kommt in Brasilien, Paraguay und Argentinien vor.
- Das Gelbliche Mausohr (Myotis levis) lebt im mittleren und südlichen Südamerika.
- Die Kaschmir-Langfußfledermaus (Myotis longipes) ist in Afghanistan und Kaschmir beheimatet.
- Die Kleine Braune Fledermaus (Myotis lucifugus) ist in Nordamerika und Mexiko verbreitet.
- Die Ostasiatische Wasserfledermaus (Myotis macrodactylus) lebt im südöstlichen Sibirien und auf Japan.
- Die Südliche Langfußfledermaus (Myotis macropus) ist im südöstlichen Australien beheimatet.
- Die Blasse Langfußfledermaus (Myotis macrotarsus) kommt auf Borneo und den Philippinen vor.
- Myotis midastactus ist nur aus Bolivien bekannt, ehemals M. simus zugeordnet.[9]
- Die Molukken-Wasserfledermaus (Myotis moluccarum) kommt von den Molukken bis Vanuatu vor.
- Die Burmesische Bartfledermaus (Myotis montivagus) ist in Süd- und Südostasien verbreitet.
- Das Arizona-Mausohr (Myotis occultus) lebt in den südwestlichen USA und Mexiko.
- Das Gebirgsmausohr (Myotis oxyotus) ist in Mittel- und Südamerika verbreitet.
- Das Niederkalifornische Mausohr (Myotis peninsularis) lebt nur im Süden der Halbinsel Niederkalifornien.
- Die Honshu-Bartfledermaus (Myotis pruinosus) ist in Japan beheimatet. Die Art gilt als bedroht.
- Das Ufermausohr (Myotis riparius) lebt in Mittel- und Südamerika.
- Das Rote Mausohr (Myotis ruber) ist im südöstlichen Südamerika verbreitet.
- Das Samtige Mausohr (Myotis simus) lebt im Amazonasbecken im nördlichen Südamerika.
- Die Stalker-Langfußfledermaus (Myotis stalkeri) ist auf zwei kleinen Molukken-Inseln endemisch. Auch diese Art wird von der IUCN als bedroht gelistet.
- Das Höhlenmausohr (Myotis velifer) lebt im Süden der USA und in Mittelamerika.
- Das Langfüßige Mausohr (Myotis volans) ist im westlichen Nordamerika, und Mexiko beheimatet.
- Die Yuma-Fledermaus (Myotis yumanensis) lebt im westlichen Nordamerika.

### UntergattungPizonyx
- Das Fischfressende Mausohr (Myotis vivesi) ist durch ihre vorwiegend auf Fisch ausgerichtete Nahrung bekannt. Die Art lebt im westlichen Mexiko.

Cistugo hatte in der Vergangenheit ebenfalls den Rang einer Untergattung von Myotis. Inzwischen gilt Cistugo nicht nur als eigenständige Gattung, sondern es wurde noch eine neue, monotypische Familie für Gattung Cistugo eingeführt, die Cistugidae.

## Myotisin der Populärkultur
In der Anime-Serie Digimon existiert ein Antagonist namens Myotismon. Dieser stellt einen Vampir dar, welcher seine Gegner mit einem Schwarm von Fledermäusen angreift.

## Weiterführende Literatur
- Benoît Stadelmann, David S. Jacobs, Corrie Schoeman, Manuel Ruedi: Phylogeny of African Myotis bats (Chiroptera, Vespertilionidae) inferred from cytochrome b sequences. In: Acta Chiropterologica. Band 6, Nr. 2, S. 177–192, September 2004, doi:10.3161/001.006.0201.